# بخش متز
بخش متز (به فرانسوی: Arrondissement de Metz) یک بخش در فرانسه است که در موزل واقع شده‌است.